# Chiesa di San Nicola (Brenzone sul Garda)
La chiesa di San Nicola è una chiesa cattolica situata ad Assenza, frazione del comune di Brenzone sul Garda, in provincia di Verona; è sussidiaria della parrocchiale di Santa Maria Assunta di Castello, e fa parte della diocesi di Verona. 

## Storia

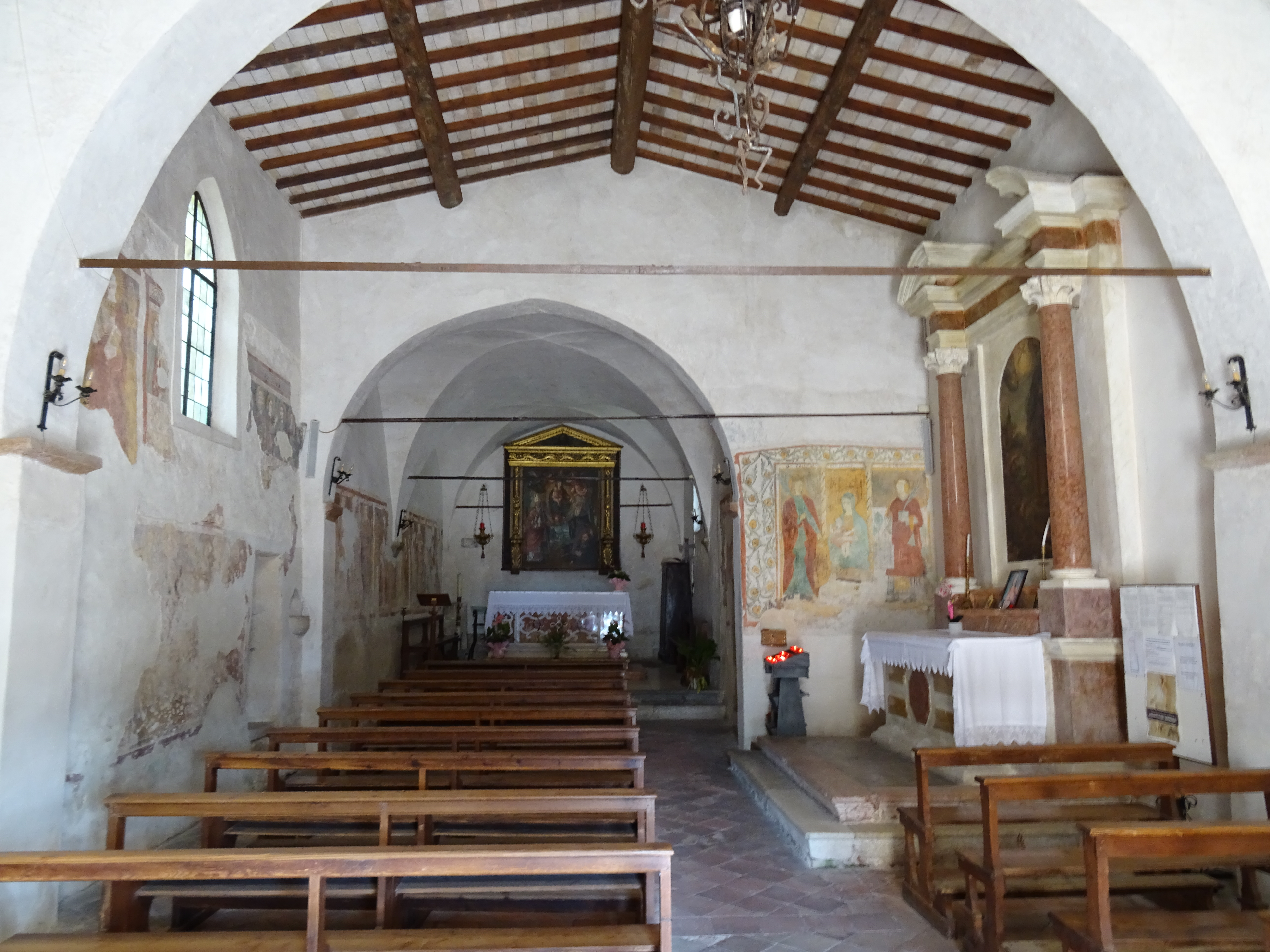
Interno

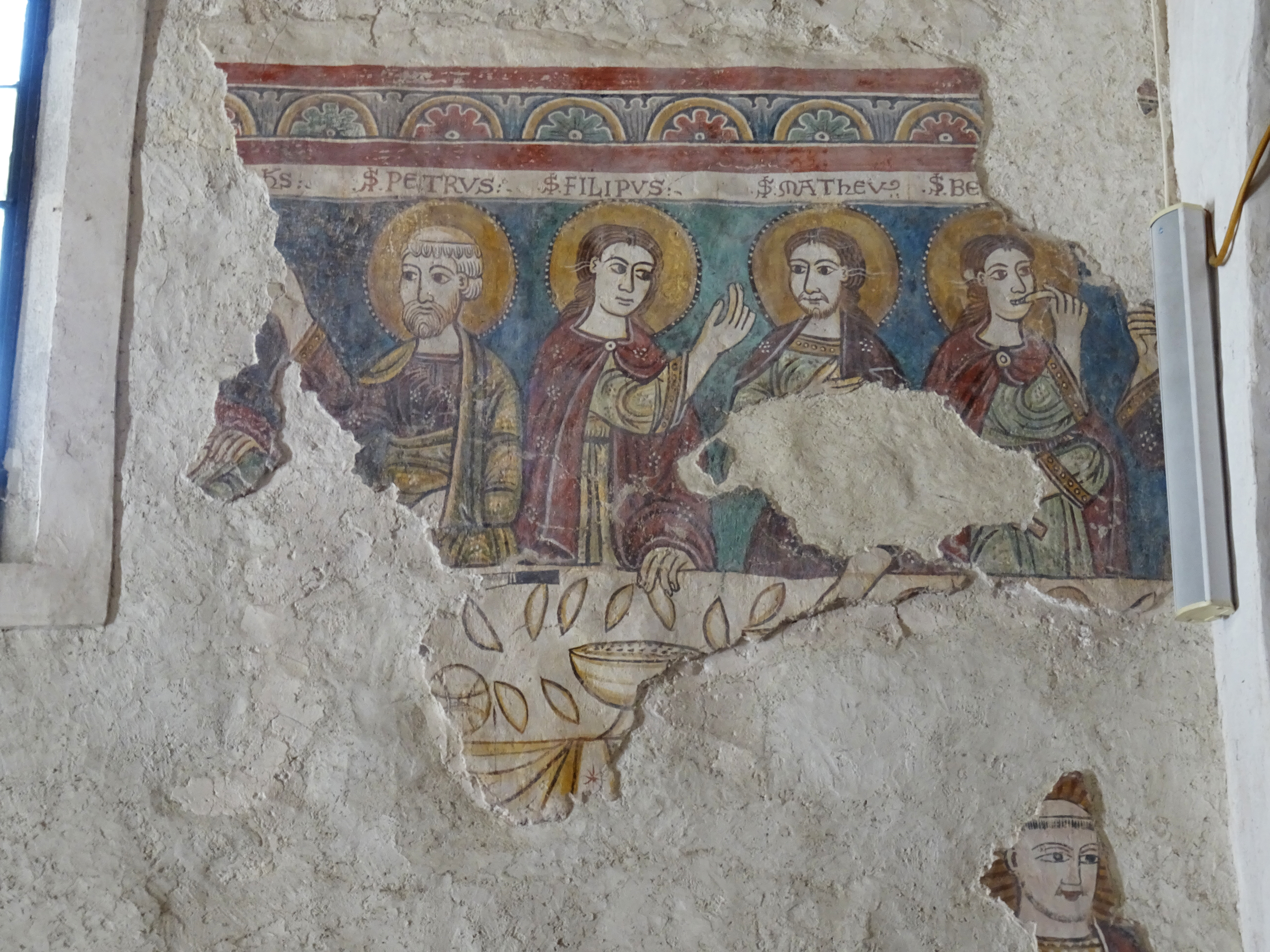
Lacerto di Ultima Cena duecentesca sulla parete sinistra dell'abside; si vedono i santi Pietro, Filippo, Matteo e Bartolomeo

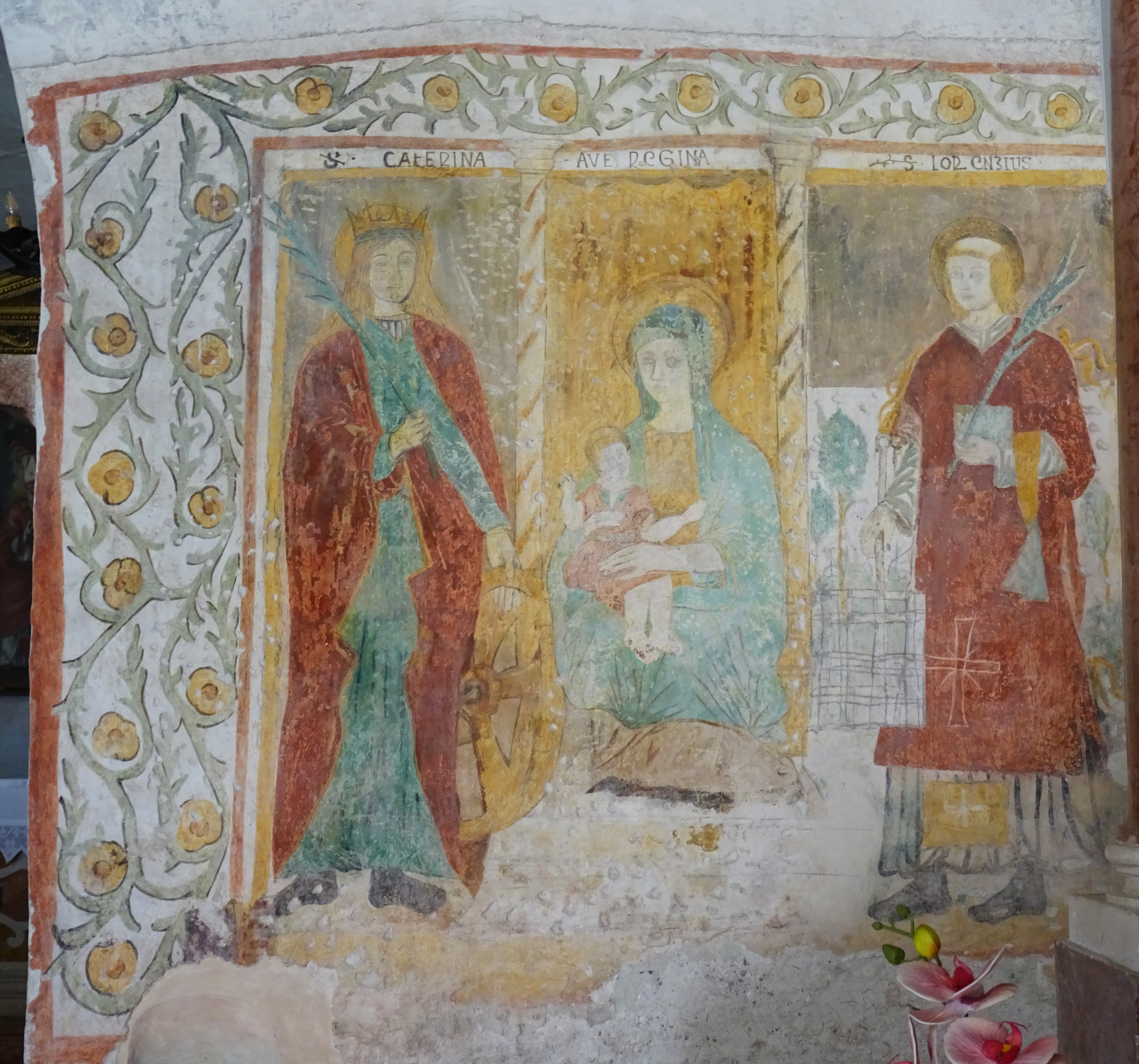
Madonna in Trono con i santi Caterina e Lorenzo

Le origini della chiesa, molto antica, sono sconosciute; la prima citazione documentale risale all'anno 1159, quando viene menzionata da papa Adriano IV tra le cappelle che erano soggette alla pieve di Santo Stefano di Malcesine; l'edificio venne ingrandito nel corso del Duecento, allungandolo verso est e ricostruendo quindi l'abside. 
Altri interventi seguirono nel Quattrocento: la chiesa venne nuovamente allargata verso ovest e, sul fronte, anche verso sud (arrivando a livello del campanile), rifacendo quindi la facciata in stile gotico; contestualmente venne anche demolita l'abside duecentesca e costruito l'odierno presbiterio. Nello stesso periodo la chiesetta divenne di pertinenza della neo-eretta parrocchia di San Giovanni Battista di Magugnano. 
Una visita pastorale di Gian Matteo Giberti nel 1530 trovò la chiesa in condizioni precarie, notando anche che era adibita a magazzino e alla macinatura di granaglie, e si minacciò di sospenderla; entro il 1532 quindi venne rifatta la copertura, poi tra il XVII e il XVIII secolo venne rialzato il campanile; nel 1797 la chiesa di San Nicola cambiò nuovamente parrocchia, venendo assoggettata a quella appena creata di Santa Maria Assunta di Castello. Tra il 1965 e il 1975 la mensa dell'altare maggiore venne spostata, ridisponendola secondo le nuove esigenze di adeguamento liturgico.

## Descrizione

### Esterno
La chiesa, orientata verso est, si presenta con facciata a capanna di gusto gotico, aperta dal portale d'ingresso archiacuto e da una finestra ogivale neogotica sopra di esso. Le fiancate sono lisce, quella nord aperta da un ingresso secondario e da una finestra in navata, e quella sud da una finestra nel presbiterio. Il campanile si eleva in posizione arretrata, appoggiato contro il fianco destro del presbiterio: è una torre a pianta quadrata, con cella campanaria aperta da grandi monofore e copertura a quattro falde in laterizio.

### Interno
L'interno è a navata unica, pavimentata con quadrotte di cotto, sezionata da arcate ogivali e coperta da una struttura a due falde di tavelle in cotto e travi di legno; l'aula, a base rettangolare, si restringe sul fianco destro nella parte più interna, e si conclude con un presbiterio rettangolare e privo di abside, rialzato di due gradini, coperto da due volte a crociera e pavimentato in parte come l'aula, in parte a lastroni di pietra calcarea bianca.
Nel presbiterio si trova l'altare maggiore tardocinquecentesco, e sulla parete di fondo è appesa la pala d'altare dotata di cornice lignea, vicina allo stile di Giovanni Ermanno Ligozzi: realizzata tra il 1541 e il 1595, essa raffigura la Madonna con Bambino, i santi Nicola e Antonio abate e il committente (forse il nobile Delaido Spolverini, ricordato negli atti visitali del 1532). Nella navata, sul fianco destro, si trova un secondo altare, probabilmente sei o settecentesco, dedicato a san Francesco, con pala raffigurante il santo di Assisi mentre riceve le stigmate, dipinta tra  il 1664 e il 1713.
Le pareti interne della chiesa sono ornate da molti affreschi, risalenti in gran parte al XIII secolo e al 1322, questi ultimi attribuibili forse al maestro Cicogna. I più antichi sono sulla parete sinistra dell'aula, più vicini all'entrata: molto frammentari, raffigurano un'Ultima Cena (sono visibili gli apostoli Pietro, Filippo, Matteo e Bartolomeo e, a sinistra della finestra, Giacomo), un San Martino che cede il mantello al povero e un gruppo di figure di cui sono riconoscibili l'arcangelo Michele, san Giovanni evangelista (o il profeta Giona) e un frammento di Madonna della Misericordia.
Gli altri affreschi della parete di sinistra sono trecenteschi: da sinistra, santo Stefano, san Zeno, san Bartolomeo, di nuovo san Zeno, e una raffigurazione di sant'Anna Metterza (ossia che tiene in braccio la Madonna con Bambino); quindi una Crocifissione, rovinata dall'innesto dell'arcata; e quindi san Nicola tra i santi Benigno (chiamato qui erroneamente "Belinus") e Caro, sant'Antonio abate e san Giacomo il Maggiore. Sulla parete destra dell'abside sono affrescati gli arcangeli Michele e Gabriele, di nuovo un san Bartolomeo e santa Lucia, anche questi trecenteschi. Un ultimo affresco, probabilmente di fine Quattrocento, orna la parete di rientro dell'aula, e rappresenta la Maestà con i santi Caterina e Lorenzo.